# Староушицька селищна рада
Староу́шицька се́лищна ра́да — адміністративно-територіальна одиниця та орган місцевого самоврядування в Кам'янець-Подільському районі Хмельницької області. Адміністративний центр — селище міського типу Стара Ушиця.

## Загальні відомості
Староушицька селищна рада утворена в 1982 році.
- Територія ради: 51,699 км²
- Населення ради: 3 132 особи (станом на 2001 рік)
- Територією ради протікають річка Дністер, Ушиця

## Населені пункти
Селищній раді підпорядковані населені пункти:
- смт Стара Ушиця
- с. Гораївка

## Склад ради
Рада складається з 20 депутатів та голови.
- Голова ради: Мацьков Василь Іванович
- Секретар ради: Плякін Юрій Іванович

### Керівний склад попередніх скликань
| Прізвище, ім'я, по батькові | Основні відомості                                                        | Дата обрання | Дата звільнення |
| --------------------------- | ------------------------------------------------------------------------ | ------------ | --------------- |
| Мацьков Василь Іванович     | Селищний голова, 1953 року народження, освіта вища, член Народної партії | 26.03.2006   | 31.10.2010      |
| Мацьков Василь Іванович     | Селищний голова, 1953 року народження, освіта вища, член Народної партії | 31.10.2010   |                 |

Примітка: таблиця складена за даними сайту Верховної Ради України

### Депутати
За результатами місцевих виборів 2010 року депутатами ради стали:

#### За суб'єктами висування
| Суб'єкт висування                 | Кількість обраних депутатів | %  |
| --------------------------------- | --------------------------- | -- |
| Самовисування                     | 14                          | 70 |
| Народна партія                    | 2                           | 10 |
| Політична партія «Сильна Україна» | 2                           | 10 |
| Політична партія «Фронт Змін»     | 2                           | 10 |

#### За округами
| № округу                          | Прізвище, ім'я, по батькові      | Дата визнання обраним | Освіта             | Партійна приналежність                        | Відомості про обраного депутата                                   |
| --------------------------------- | -------------------------------- | --------------------- | ------------------ | --------------------------------------------- | ----------------------------------------------------------------- |
| Народна Партія                    |                                  |                       |                    |                                               |                                                                   |
| 13                                | Борчук Людмила Вікторівна        | 05.11.2010            | середня            | член Народної партії                          | пенсіонер                                                         |
| 16                                | Горобець Галина Миколаївна       | 05.11.2010            | вища               | позапартійна                                  | Гораївский сільський клуб, завідувачка                            |
| Політична партія «Сильна Україна» |                                  |                       |                    |                                               |                                                                   |
| 7                                 | Савчук Руслан Якович             | 05.11.2010            | середня            | член Політичної партії «Сильна Україна»       | тимчасово не працює                                               |
| 11                                | Власюк Галина Федорівна          | 05.11.2010            | вища               | член Політичної партії «Сильна Україна»       | Староушицька бібліотека, бібліотекар                              |
| Політична партія «Фронт Змін»     |                                  |                       |                    |                                               |                                                                   |
| 9                                 | Таралевич Данило Пилипович       | 05.11.2010            | вища               | позапартійний                                 | Староушицька загальноосвітня школа, вчитель                       |
| 19                                | Твердохліб Тамара Миколаївна     | 05.11.2010            | вища               | позапартійна                                  | тимчасово не працює                                               |
| Самовисування                     |                                  |                       |                    |                                               |                                                                   |
| 1                                 | Чорпіта Олександр Прокопович     | 05.11.2010            | середня            | позапартійний                                 | тимчасово не працює                                               |
| 2                                 | Бичок Наталія Іванівна           | 05.11.2010            | вища               | позапартійна                                  | Староушицька загальноосвітня школа, вчитель математики            |
| 3                                 | Кушнір Алла Миколаївна           | 05.11.2010            | вища               | позапартійна                                  | Староушицька сільська рада, головний бухгалтер                    |
| 4                                 | Площук Валентина Броніславівна   | 05.11.2010            | вища               | позапартійна                                  | Староушицька районна лікарня № 3, завідувачка відділення          |
| 5                                 | Линюк Тамара Василівана          | 05.11.2010            | вища               | позапартійна                                  | Староушицький санаторій, завідувачка-педагог                      |
| 6                                 | Тихонюк Анатолій Борисович       | 05.11.2010            | середня            | позапартійний                                 | Староушицький будинок культури, директор                          |
| 8                                 | Валігурський Андрій Анатолійович | 05.11.2010            | вища               | позапартійний                                 | Староушицьке ДС «Дністер», вихователь                             |
| 10                                | Рибак Леся Миколаївна            | 05.11.2010            | вища               | позапартійна                                  | Староушицька сільська рада, секретар                              |
| 12                                | Ананійчук Олександр Степанович   | 05.11.2010            | вища               | позапартійний                                 | Правління СТ Староушицька, голова                                 |
| 14                                | Плякін Юрій Іванович             | 05.11.2010            | середня спеціальна | член Комуністичної партії України             | тимчасово не працює                                               |
| 15                                | Литвинюк Анатолій Васильович     | 05.11.2010            | середня спеціальна | член Всеукраїнського об'єднання «Батьківщина» | тимчасово не працює                                               |
| 17                                | Бойко Галина Миколаївна          | 05.11.2010            | середня спеціальна | позапартійна                                  | дошкільний навчальний заклад с. Гораївка, завідувачка             |
| 18                                | Баблюк Борис Васильович          | 05.11.2010            | середня            | позапартійний                                 | Окремий пост державної пожежної охорони смт Стара Ушиця, пожежник |
| 20                                | Баштан Любов Василівна           | 05.11.2010            | вища               | позапартійна                                  | Гораївська бібліотека, бібліотекар                                |